# NGC 1682
NGC 1682 is een elliptisch sterrenstelsel in het sterrenbeeld Orion. Het hemelobject werd op 1 februari 1786 ontdekt door de Duits-Britse astronoom William Herschel.

## Synoniemen
- PGC 16211
- MCG -1-13-28
- NPM1G -03.0219